# پل فن هیمست
پائول فان هیمست (به هلندی: Paul Van Himst) بازیکن فوتبال اهل بلژیک و عضو تیم ملی فوتبال بلژیک است که در تاریخ ۲ اکتبر ۱۹۶۰ میلادی اولین بازی ملی‌اش را مقابل تیم ملی فوتبال هلند انجام داد. او در ۸۱ بازی ملی حضور داشت و جمعاً ۷۰۳۸ دقیقه برای تیم ملی فوتبال بلژیک به میدان رفت. پائول فان هیمست آخرین بازی ملی خود را در تاریخ ۷ دسامبر ۱۹۷۴ میلادی در برابر تیم ملی فوتبال جمهوری دمکراتیک آلمان انجام داد. وی در بازی‌های ملی‌اش ۳۰ گل به ثمر رساند.